# Condor (kommun)
Condor är en kommun i Brasilien.   Den ligger i delstaten Rio Grande do Sul, i den södra delen av landet, 1 500 km söder om huvudstaden Brasília. Antalet invånare är 6 552.
Trakten runt Condor består till största delen av jordbruksmark. Runt Condor är det ganska tätbefolkat, med 67 invånare per kvadratkilometer.